# Săcele (Constanța)
Săcele es una comuna rumana del condado de Constanța.

## Geografía
La comuna está ubicada en la región de Dobruja septentrional.

## Historia
En la segunda mitad del siglo XX la comuna estaba compuesta por las localidades de Săcele y Traian, en el condado de Constanța. En el censo de 2021 la comuna tenía una población de 1987 habitantes.